# 769 Tatjana
769 Tatjana
769 Tatjana là một tiểu hành tinh ở vành đai chính. Nó được G. N. Neujmin phát hiện ngày 6.10.1913 ở Simeiz (Krym, Ukraina), và được đặt theo tên Tatjana, một đồng nghiệp của Neujmin, hoặc cũng có thể theo tên nhân vật anh hùng trong tiểu thuyết văn vần "Eugene Onegin" của Aleksandr Pushkin.